# 格哈德·许雷尔
保罗·格哈德·许雷尔（德語：Paul Gerhard Schürer，1921年4月14日—2010年12月22日），德国统一社会党政治局候补委员，东德部长会议副主席、国家计划委员会主席。

## 生平
1921年，出生于茨维考县。1947年，在萨克森州政府任领导职务。1948年，入党，加入自由德国工会联合会。1951年，任国家计划委员会处长。1952年，在梅克伦堡州党校学习。1955年，在莫斯科高级党校学习。1958年，任党中央计划财政部处长。
1960年，任党中央计划财政部长。1962年，任国家计委副主席。1963年，为中央委员。1965年，任国家计委主席。1967年，任部长会议副主席。1973年，为政治局候补委员。1989年，辞职。2010年，去世。